# Saison 30 des Simpson
Chronologie
Saison 29 Saison 31
La trentième saison de la série télévisée d'animation Les Simpson est diffusée aux États-Unis entre le 30 septembre 2018 et le 12 mai 2019 sur le réseau Fox. Elle compte vingt-trois épisodes, une première depuis la saison 21. La version française est diffusée sur W9 depuis le 11 avril 2020 et sur Serie Club depuis le 4 décembre 2022. Par ailleurs, l'intégralité de cette saison est disponible sur la plateforme Disney+, depuis son lancement, le 7 avril 2020 (avec les visuels originaux agrémentés des voix françaises). En Belgique, la saison 30 est diffusée à partir du 20 janvier 2021 sur la chaîne Tipik.

## Production
Cette saison présente également le premier épisode écrit par la comédienne Nancy Cartwright avec l'épisode Les Filles de l'orchestre faisant d'elle la troisième des six acteurs principaux à avoir un épisode à leur nom (Dan Castellaneta ayant coécrit de nombreux scripts depuis la saison 11 et Harry Shearer avec l'épisode de la saison 28, Faites confiance mais clarifiez). Cela fait également d'elle la première actrice principale à créditer de l'écriture, et la saison a atteint un nouveau record pour les femmes écrivains avec dix femmes avec des épisodes crédités, y compris deux scripts de Megan Amram et un scénario conjoint de l'écrivain vétéran des Simpson : Jeff Martin (ainsi que sa fille Jenna Martin). Pour Sports d'E-quipe, les producteurs de l'émission ont embauché des développeurs de League of Legends, jeu de Riot Games, en tant que consultants afin de rendre les eSports référencés dans l'épisode aussi authentiques que possible.

## Épisodes
| № | #  | Titre | Réalisation       | Scénario                                       | Première diffusion              | Code de prod. | Audience (en millions) |
| --- | -- | --- | ----------------- | ---------------------------------------------- | ------------------------------- | ------------- | ---------------------- |
| 640 | 1  | Bart n'est pas mort Bart's Not Dead                                                                                    | Bob Anderson      | Stephanie Gillis                               | 30 septembre 2018 11 avril 2020 | XABF19        | 3,24                   |
| Bart prend part à un défi qui se finit à l’hôpital. Pour ne pas l'avouer, Bart prétend avoir rencontré Jésus... Invités : Gal Gadot, Emily Deschanel, Dave Attell, Pete Holmes et Jonathan Groff |    | |                   |                                                |                                 |               |                        |
| 641 | 2  | Hôtel des cœurs brisés (L'Hôtel des rêves brisés) Heartbreak Hotel                                                     | Steven Dean Moore | Renee Ridgeley et Matt Selman                  | 7 octobre 2018 11 avril 2020    | XABF15        | 4,60                   |
| Le mariage de Marge et Homer est testé lorsque le couple décide de participer au jeu d'aventures préféré de Marge, dans lequel ils peuvent gagner jusqu'à un million de dollars en allant sur une île tropicale... Invités : Joe Clabby, Rhys Darby, Renee Ridgeley et George Segal |    | |                   |                                                |                                 |               |                        |
| 642 | 3  | Autoroute pour le paradis (Tout le monde veut aller au ciel) My Way or the Highway to Heaven                           | Rob Oliver        | Dan Castellaneta, Deb Lacusta et Vince Waldron | 14 octobre 2018 18 avril 2020   | XABF17        | 2,52                   |
| Les citoyens de Springfield se remémorent leurs actions divines tandis que Dieu et Saint-Pierre se demandent quels individus méritent d'aller au Paradis... Invités : H. Jon Benjamin, John Roberts, Dan Mintz, Eugene Mirman, Kristen Schaal, Jon Lovitz et Tracy Morgan |    | |                   |                                                |                                 |               |                        |
| 643 | 4  | Simpson Horror Show XXIX (Spécial d'Halloween XXIX) Treehouse of Horror XXIX                                           | Matthew Faughnan  | Joel H. Cohen                                  | 21 octobre 2018 18 avril 2020   | XABF16        | 2,95                   |
| - Introduction : Les Simpson se rendent dans une ville sombre et mystérieuse pour qu'Homer puisse participer à un concours de mangeurs d'huîtres. Ce dernier se révèle être une ruse, mais alors qu'il est sur le point de se faire offrir en sacrifice au Dieu maléfique de l'océan Cthulhu, Homer annonce à celui-ci qu'il doit lui offrir ce concours, certifié sur le tract. Homer et le monstre participent alors au concours qu'Homer finit par gagner. En récompense, Homer et sa famille mangent Cthulhu, semblable à une pieuvre géante. - Invasion des commutateurs de cosse : Les plantes d'une autre planète prennent le contrôle de Springfield, sans que les habitants s'en rendent compte. Les habitants finissent pas être tués par ces dernières... - MultipLisa-ty : Lisa dispose de multiples personnalités qui la poussent à kidnapper Bart, Milhouse et Nelson à la suite d'une farce de leur part... - Geriatric Park : Dans le but de se faire de l'argent, M. Burns décide de créer un parc dans lequel se trouvent les personnes âgées de Springfield qui ont été combinées avec de l'ADN non testé de dinosaure... |    | |                   |                                                |                                 |               |                        |
| 644 | 5  | Autonhomer (Les Deux Mains sur le volant) Baby You Can't Drive My Car                                                  | Timothy Bailey    | Rob LaZebnik                                   | 4 novembre 2018 25 avril 2020   | XABF18        | 5,08                   |
| Alors qu'Homer est viré de la centrale nucléaire de Springfield, il est embauché dans une entreprise de location de voiture autonome où enfin il s'épanouit professionnellement. Cependant, il se rend compte, après que tous les employés de la centrale ont rejoint cette entreprise, qu'elle dissimule des intentions cachées... Invité : Tracy Morgan |    | |                   |                                                |                                 |               |                        |
| 645 | 6  | De Russie sans amour (Pas si bons baisers de Russie) From Russia Without Love                                          | Matthew Nastuk    | Michael Ferris                                 | 11 novembre 2018 25 avril 2020  | XABF20        | 2,35                   |
| Bart, Nelson et Milhouse appellent Moe afin de lui faire une de leurs traditionnelles blagues téléphoniques. Cependant, cette dernière échoue et ils décident de passer le niveau supérieur en termes de blague grâce au dark web. Ils trouvent alors une épouse par correspondance russe pour Moe. Cette dernière va alors changer la vie de Moe jusqu'à qu'il découvre le pot-aux-roses... Invités : Jon Lovitz et Ksenia Solo |    | |                   |                                                |                                 |               |                        |
| 646 | 7  | Maman travaille (Queer chevelu) Werking Mom                                                                            | Michael Polcino   | Carolyn Omine et Robin Sayers                  | 18 novembre 2018 2 mai 2020     | XABF21        | 4,34                   |
| Marge devient vendeuse à domicile pour la marque Tubberware mais ne rencontre pas le succès escompté. Son coiffeur Grady décide alors d'organiser une réunion chez lui et, pour l'aider à vendre ses produits, il lui fait une mise en beauté. Les invités pensent alors que Marge est un drag queen, ce qui va lui permettre de percer dans son métier de vendeuse à domicile. Pendant ce temps, Lisa tente de rendre le monde meilleur à la manière d'Amélie Poulain... Invités : Raja / Sutan Amrull, RuPaul et Scott Thompson |    | |                   |                                                |                                 |               |                        |
| 647 | 8  | Krusty le clown (Krusty complètement cirque) Krusty the Clown                                                          | Matthew Faughnan  | Ryan Koh                                       | 25 novembre 2018 2 mai 2020     | XABF22        | 2,11                   |
| Après que Lisa a été écartée de la tête du journal de l'école, elle se retrouve à devoir rédiger des critiques sur les émissions télévisées. Elle confit alors cette tâche à Homer qui va critiquer et noter le show de Krusty. Sa sévérité pousse alors ce dernier à l'attaquer. Après avoir presque tué Homer, Krusty est contraint de se cacher dans un vrai cirque pour échapper à la police... Invités : Billy Eichner et Peter Serafinowicz |    | |                   |                                                |                                 |               |                        |
| 648 | 9  | Daddicus Finch (Pôpatticus Finch) Daddicus Finch                                                                       | Steven Dean Moore | Al Jean                                        | 2 décembre 2018 9 mai 2020      | YABF01        | 4,33                   |
| Alors que Lisa rate sa prestation dans un spectacle de l'école, Homer décide de se rapprocher d'elle pour lui remonter le moral. Les liens entre Lisa et Homer commencent alors à se renforcer, et ils passent de plus en plus de temps ensemble. Pendant ce temps, Bart se sent négligé et souhaite plus d'attention de la part de son père. Marge essaie alors d'aider Homer à répartir convenablement son attention entre ses enfants... Invités : Jon Lovitz, J. K. Simmons, Gregory Peck, Mary Badham, Phillip Alford et John Megna |    | |                   |                                                |                                 |               |                        |
| 649 | 10 | C'est la trentième saison ! (La 30e saison est venue ce soir) 'Tis the 30th Season                                     | Lance Kramer      | Jeff Westbrook, John Frink et Joel H. Cohen    | 9 décembre 2018 9 mai 2020      | YABF02        | 7,53                   |
| Directement après le repas de Thanksgiving, Bart et Lisa soumettent leur liste de cadeaux de Noël à leurs parents : une télévision connectée 9K chacun. Afin de faire des économies, Marge décide d'acheter ces dernières lors du Black Friday, mais sa générosité va la priver de ces achats. Étant déprimée, Homer et les enfants décident de la surprendre en l'emmenant passer Noël dans un hôtel de Floride. Cependant, les photos vues lors de la réservation sur internet ne montrent pas forcément la vérité... Invitée : Jane Lynch |    | |                   |                                                |                                 |               |                        |
| 650 | 11 | Le Petit Soldat de plomb (Guerre, épais) Mad About the Toy                                                             | Rob Oliver        | Michael Price                                  | 6 janvier 2019 16 mai 2020      | YABF03        | 2,33                   |
| Pour pouvoir sortir fêter leur anniversaire de mariage, Homer et Marge décident de confier le babysitting de leurs enfants à Abraham. Cependant, en cherchant des jouets, les enfants découvrent un boîte contenant des petits soldats verts qui vont provoquer un syndrome post-traumatique chez leur grand-père. En découvrant qu'Abraham fut le modèle de ces miniatures, la famille part à la recherche de réponses au sujet de la création de ces figurines... Invités : Bill de Blasio, Bryan Bott et Lawrence O'Donnell |    | |                   |                                                |                                 |               |                        |
| 651 | 12 | La Fille dans le bus (La Fille de l'autobus) The Girl on the Bus                                                       | Chris Clements    | Joel H. Cohen                                  | 13 janvier 2019 16 mai 2020     | YABF04        | 8,20                   |
| Lors de son trajet quotidien dans le bus scolaire, Lisa repère une jeune fille jouant de la clarinette à travers la vitre. Ne supportant alors plus ce trajet dans le bus où se mêlent vacarme et solitude, elle décide de sortir de ce dernier pour rejoindre la fille vue précédemment. Découvrant alors une famille normale et cultivée, elle décide de mener une double vie, en leur mentant sur sa propre famille. Cependant, le secret de Lisa va vite éclater au grand jour... Invitées : Patti LuPone et Terry Gross |    | |                   |                                                |                                 |               |                        |
| 652 | 13 | Je sais danser en gros (Danse ta vie, l'gros) I'm Dancing as Fat as I Can                                              | Matthew Nastuk    | Jane Becker                                    | 10 février 2019 23 mai 2020     | YABF06        | 1,75                   |
| Marge ne pardonne pas à Homer d'avoir regardé une série sans elle. Invité : Ted Sarandos |    | |                   |                                                |                                 |               |                        |
| 653 | 14 | Le clown reste sur la photo (Scènes de la vue conjugale) The Clown Stays in the Picture                                | Timothy Bailey    | Matt Selman                                    | 17 février 2019 23 mai 2020     | YABF05        | 2,75                   |
| Au cours d'une interview avec Marc Maron, Krusty révèle l'histoire de son film Les Sables de l'Espace. Bart et Lisa, qui écoutent alors cette dernière, apprennent que bien des années avant leurs naissances, Homer et Marge ont participé à ce film et que, à la suite d'un conflit avec le réalisateur, Marge est devenue l'assistante de Krusty. Cependant, le désir de Krusty de réaliser un film parfait va conduire à la disparition d'Homer, et, pour le retrouver, un choix crucial va se poser à ce dernier... Invité : Marc Maron |    | |                   |                                                |                                 |               |                        |
| 654 | 15 | 101 Réductions (Les feuilles mortes se ramassent en appel) 101 Mitigations                                             | Mark Kirkland     | Rob LaZebnik, Brian Kelley et Dan Vebber       | 3 mars 2019 30 mai 2020         | YABF07        | 2,25                   |
| À la suite d'une erreur d'un voiturier, Homer se voit confier la voiture du vendeur de BD. Cependant, au lieu de lui faire constater cette erreur, Homer décide d'essayer cette voiture avec ses enfants. Au moment de rendre la voiture, le vendeur de BD l'accuse de vol et constate de nombreux dégâts sur cette dernière. Homer va alors tout tenter pour se racheter auprès du vendeur et éviter la prison... Invité : Guillermo del Toro |    | |                   |                                                |                                 |               |                        |
| 655 | 16 | Je te veux (elle est si lourde) (Marge à planche) I Want You (She's So Heavy)                                          | Steven Dean Moore | Jeff Westbrook                                 | 10 mars 2019 30 mai 2020        | YABF08        | 2,21                   |
| Après avoir passé une merveilleuse soirée dans une exposition sur le mariage, Homer tente de porter Marge vers leur chambre à coucher, mais le couple tombe dans les escaliers. Alors que Marge se retrouve avec une jambe immobilisée, Homer est bloqué par une hernie discale. Marge va alors tente de se rééduquer en faisant du kitesurf, pendant qu'Homer hallucine son hernie à cause de ses médicaments. Lisa va alors tenter de rabibocher ses parents qui se sont légèrement éloignés... Invité : Wallace Shawn |    | |                   |                                                |                                 |               |                        |
| 656 | 17 | Sports d'E-quipe (L'homme vit d'ESports) E My Sports                                                                   | Rob Oliver        | Rob LaZebnik                                   | 17 mars 2019 6 juin 2020        | YABF09        | 2,08                   |
| Pour punir Bart d'une de ses bêtises, Homer le pousse à jouer aux jeux vidéo dans sa chambre afin de le canaliser. Cependant, Bart se découvre de grandes aptitudes dans sa nouvelle passion et l'appât du gain des compétitions va pousser Homer à entraîner son équipe d'e-sport. Leurs nombreuses victoires vont alors les emmener au bout du monde, tout en permettant à Lisa de retrouver un peu d'attention... Invités : Ken Jeong et Natasha Lyonne |    | |                   |                                                |                                 |               |                        |
| 657 | 18 | Bart contre Itchy et Scratchy Bart vs. Itchy & Scratchy                                                                | Chris Clements    | Megan Amram                                    | 24 mars 2019 6 juin 2020        | YABF10        | 1,99                   |
| À la suite d'un reboot de l'émission Itchy & Scratchy Show où les protagonistes deviennent féminins, Bart et ses amis masculins décident de boycotter le programme. Cependant, une vidéo montrant Bart en train de rire à un sketch de ce nouveau show le pousse à être exclu de son groupe d'amis et à rejoindre un groupe de trois collégiennes se révoltant pour les droits des femmes. Mais une plaisanterie de trop va le faire changer d'avis... Invités : Awkwafina, Chelsea Peretti et Nicole Byer |    | |                   |                                                |                                 |               |                        |
| 658 | 19 | Les Filles de l'orchestre (La Passion de Lisa) Girl's in the Band                                                      | Jennifer Moeller  | Nancy Cartwright                               | 31 mars 2019 13 juin 2020       | YABF11        | 2,07                   |
| Durant un de ses banals cours de musique, Monsieur Largo reçoit un mail du directeur de la philharmonie de Capital City lui annonçant sa présence à l'un des concerts de l'orchestre de l'école élémentaire afin de voir ses talents. Pensant être concerné par cette annonce, il se démène pour mettre au point un spectacle détonant, avant d'être déconcerté en apprenant que le talent concerné est Lisa. En intégrant alors la philharmonie, Lisa bouleverse la vie de sa famille et pousse Homer à effectuer un travail de nuit à la centrale nucléaire. Cependant, cette situation met la famille à rude épreuve et Lisa va devoir faire un choix crucial... Invités : J. K. Simmons et Dave Matthews |    | |                   |                                                |                                 |               |                        |
| 659 | 20 | Je suis juste une fille qui peut pas dire T'oh (Demain matin, Springfield m'attend) I'm Just a Girl Who Can't Say D'oh | Michael Polcino   | Jeff Martin et Jenna Martin                    | 7 avril 2019 13 juin 2020       | YABF12        | 1,61                   |
| Alors que Marge participe à une pièce au théâtre de Springfield, le metteur en scène abandonne le spectacle à la suite d'une rébellion des acteurs. Afin de ne pas laisser la pièce tomber aux oubliettes, Marge reprend le rôle de metteur en scène. Grâce à l'aide de Lisa, elle met au point une pièce sur Jebediah Springfield. Cependant, l'abandon de l'acteur principal va grandement troubler l'organisation de la captation de la pièce devant se dérouler quelques jours plus tard. Pendant ce temps, Homer participe à des cours pour bébés avec Maggie, cours où il va commencer à éprouver des sentiments pour la professeure... Invités : Jon Lovitz, John Lithgow, Josh Groban et Okilly Dokilly |    | |                   |                                                |                                 |               |                        |
| 660 | 21 | T'oh Canada (D'oh Canada) D'oh Canada                                                                                  | Matthew Nastuk    | Tim Long et Miranda Thompson                   | 28 avril 2019 20 juin 2020      | YABF14        | 1,93                   |
| À la suite de leurs nombreux voyages, les Simpson ont acquis des points leur permettant de se rendre gratuitement dans un hôtel. Ces points allant expirer, ces derniers se rendent aux chutes du Niagara mais, alors que Bart et Lisa jouent dans des bulles gonflables transparentes, Lisa tombe des chutes et finit dans un hôpital canadien. En raison de sa méfiance envers la politique américaine, elle se voit confier l'asile politique au Canada. Marge va alors tout tenter pour essayer de ramener sa fille, mais elle va être tirailler entre l'envie de rester au Canada ou alors de revenir dans un pays qui lui a tant apporté... Invités : Awkwafina, Lucas Meyer et Judy Blume |    | |                   |                                                |                                 |               |                        |
| 661 | 22 | Ki Ka Fé Ça (Vol au-dessus d'un nid de wou-hou) Woo-Hoo Dunnit?                                                        | Steven Dean Moore | Brian Kelley                                   | 5 mai 2019 20 juin 2020         | YABF15        | 1,79                   |
| Lorsque la bourse d'études de Lisa, d'un montant de 670,42 $, cachée dans une boîte sous l'évier de la cuisine disparaît mystérieusement, une série documentaire nommée Date limite : Springfield s'intéresse à l'affaire. Cette dernière va alors révéler que les principaux suspects de la police sont les Simpson eux-mêmes. Malgré cela, le documentaire n'arrive pas à faire la pleine lumière sur cette affaire, mais une révélation va permettre de lever le doute... Invités : Ken Burns, Will Forte, Jackie Mason et Liev Schreiber |    | |                   |                                                |                                 |               |                        |
| 662 | 23 | Cristal Bleu Persuasion (Ma sorcière aux cheveux bleus) Crystal Blue-Haired Persuasion                                 | Matthew Faughnan  | Megan Amram                                    | 12 mai 2019 27 juin 2020        | YABF16        | 1,50                   |
| Afin de réduire les coûts à la centrale nucléaire, M. Burns décide de supprimer la couverture santé des enfants des employés. Sans solution médicale efficace, Marge se tourne alors vers l'achat de cristaux de soins afin de soigner le trouble du déficit de l’attention de Bart de manière moins onéreuse. Ce dernier commence alors à livrer de bonnes prestations scolaires, poussant Marge à ouvrir son propre commerce de cristaux de soins pour les vendre aux mères naïves des autres enfants de l'école. Mais la réalité des effets de ces cristaux va être remise en question... Invités : Illeana Douglas, Werner Herzog et Jenny Slate |    | |                   |                                                |                                 |               |                        |